# لاري بيركت
لاري بيركت (بالإنجليزية: Larry Burkett)‏ هو مقدم برامج إذاعية وكاتب أمريكي، ولد في 3 مارس 1939 في وينتر بارك، فلوريدا في الولايات المتحدة، وتوفي في 4 يوليو 2003 في غينسفيل في الولايات المتحدة.